# Bulbophyllum hamelinii
Bulbophyllum hamelinii é uma espécie de orquídea (família Orchidaceae) pertencente ao gênero Bulbophyllum. Foi descrita por William Watson em 1893.